# Direct Intake Cooling
Direct Intake Cooling (DIC) is een systeem van de motorfietsen van Honda met luchtgaten in de kuip van de CBR 600 F uit 1991 waardoor de omgeving van de luchtfilterkast onder de tank gekoeld werd.